# HMS Tiger (1900)
El HMS Tiger fue un destructor torpedero de la Marina Real Británica. Construido por John Brown en Clydebank como destructor de tres chimeneas y 30 nudos, fue adquirido por la Royal Navy en virtud de las estimaciones navales de 1899 - 1900.
En 1908 colisionó contra el crucero blindado HMS Berwick durante un ejercicio nocturno y se hundió.

## Hundimiento
El 2 de abril de 1908, el Tiger participó en un ejercicio de la Home Fleet en el Canal de la Mancha, a 18 millas al sur de la isla de Wight. Parte del ejercicio consistía en probar la defensa de la flota contra un ataque nocturno de torpederos, con todos los buques funcionando sin luces. El Tigre y el HMS Recruit estaban llevando a cabo un simulacro de ataque con torpedos cuando el Tigre se cruzó con la proa del HMS Berwick, un crucero acorazado. El Tiger se partió en dos y la sección delantera se hundió casi inmediatamente. La popa permaneció a flote el tiempo suficiente para que 22 miembros de su tripulación fueran rescatados, pero se perdieron 36 hombres, incluido el capitán del Tiger, el teniente W.E. Middleton.